# Burzum
 Ovo je glavno značenje pojma Burzum. Za istoimeni album ovog sastava pogledajte Burzum (album).
Burzum je glazbeni projekt norveškog glazbenika i pisca Varga Vikernesa. Vikernes je počeo skladati glazbu 1988. godine, ali je tek 1991. počeo snimati prve demosnimke pod imenom Burzum. Riječ "burzum" znači "tama" na crnom jeziku, umjetnom jeziku koji je osmislio J. R. R. Tolkien, pisac Gospodara prstenova. Projekt je dio rane norveške black metal scene i jedan je od najutjecajnijih sastava unutar žanra black metala.
Vikernes je snimio prva četiri Burzumova albuma između siječnja 1992. i ožujka 1993. Međutim, albumi su izdavani mnogo mjeseci nakon snimanja. U svibnju 1994. Vikernes je osuđen na dvadeset i jednu godinu zatvora za ubojstvo Mayhemovog gitarista Øysteina "Euronymousa" Aarsetha i spaljivanja triju crkava.
Dok je bio u zatvoru, Vikernes je objavio dva dark ambient albuma koristeći se samo sintesajzerom kao glazbalom jer nije imao pristup bubnjevima, gitari ni bas-gitari. Od njegova otpuštanja iz zatvora 2009. godine snimio je dodatna tri black metal i tri ambijentalna albuma.
Iako je poznat po svojim političkim stavovima, Vikernes se ne koristi Burzumom kako bi ih promicao. Burzum nikad nije nastupio uživo.
Godine 2018. Vikernes najavio je kraj projekta, ali je u listopadu 2019. godine izjavio da će ipak objaviti novi album pod Burzumovim imenom, Thulêan Mysteries. Album je objavljen 13. ožujka 2020. godine.

## Diskografija
Studijski albumi
- Burzum (1992.)
- Det som engang var (1993.)
- Hvis lyset tar oss (1994.)
- Filosofem (1996.)
- Dauði Baldrs (1997.)
- Hliðskjálf (1999.)
- Belus (2010.)
- Fallen (2011.)
- Umskiptar (2012.)
- Sôl austan, Mâni vestan (2013.)
- The Ways of Yore (2014.)
- Thulêan Mysteries (2020.)

EP-ovi
- Aske (1993.)

Demo uradci
- Demo I (1991.)
- Demo II (1991.)
- Burzum (1992.)

## Logotipovi
- Logotip korišten 1991. godine
- Logotip korišten od 1991. do 1993. godine
- Logotip korišten od 1994. do 2009. godine
- Logotip korišten 2010. godine za album Belus